# Eugraphius
Eugraphius war ein antiker lateinischer Grammatiker, der wahrscheinlich im 6. Jahrhundert n. Chr. lebte. Er verfasste einen Kommentar zu den Komödien des Terenz, der in mehreren Handschriften in sehr unterschiedlichen Textfassungen erhalten ist. Der Kommentar behandelt besonders den rhetorischen Gehalt der Komödien.
Die rhetorische Ausgestaltung der Terenz-Komödien stellt Eugraphius in der Einleitung des Kommentars auf eine Stufe mit der Dichtung Vergils. Für sein Werk griff Eugraphius besonders auf den Terenz-Kommentar des Donat zurück.
Die maßgebliche kritische Edition legte Paul Wessner vor (Leipzig: Teubner 1908).